# Gregor Henckel-Donnersmarck

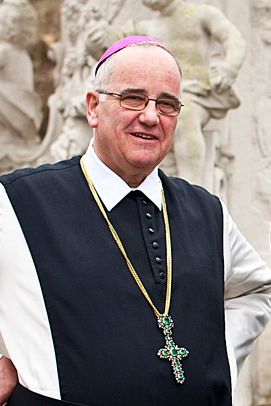
Gregor Henckel-Donnersmarck (2015)

Gregor Henckel-Donnersmarck OCist (* 16. Jänner 1943 in Breslau als Ulrich Maria Karl Graf Henckel von Donnersmarck; † 20. April 2025 in Heiligenkreuz) war ein österreichischer Priestermönch deutscher Herkunft. Er war von 1999 bis 2011 Abt des Zisterzienserstiftes Heiligenkreuz.

## Leben

### Herkunft
Gregor Henckel-Donnersmarck stammte aus der schlesischen Familie Henckel von Donnersmarck und war der jüngste Sohn von Friedrich-Carl Graf Henckel von Donnersmarck (1905–1989) und dessen Frau Anna-Ilse von Zitzewitz (1910–1996). Seine Familie flüchtete mit ihm aus Schlesien, bedroht vom Vormarsch der Roten Armee im Zweiten Weltkrieg, zunächst nach Bayern, wo sie sich für fünf Jahre niederließ. Anschließend übersiedelte sie endgültig nach Kärnten in Österreich.
Er war der einzige Bruder des Rechts- und Staatswissenschaftlers Leo-Ferdinand Graf Henckel von Donnersmarck. Der Filmregisseur Florian Henckel von Donnersmarck ist sein Neffe.

### Ausbildung und Privatwirtschaft
1963 machte Henckel-Donnersmarck die Matura am Humanistischen Gymnasium in Klagenfurt. Von 1963 bis 1964 leistete er seinen Präsenzdienst beim Bundesheer ab und rüstete als Leutnant der Reserve ab. Von 1964 bis 1969 studierte er an der Hochschule für Welthandel in Wien und spondierte zum Diplomkaufmann (Dipl.-Kfm.). In den Jahren 1970 bis 1977 war er Mitarbeiter der Speditionsfirma Schenker & Co., von 1973 bis 1977 als Geschäftsführer Schenker Spanien S.A.E. in Barcelona. Henckel-Donnersmarck missfiel jedoch, dass er als Konzession an seine Karriere „nicht genug Zeit für den Glauben“ hatte.

### Ordensleben
Er entschied sich, sein Leben als Manager in der Wirtschaft aufzugeben und wurde am 15. November 1977 gemeinsam mit Christian Feurstein Novize im Stift Heiligenkreuz und nahm dort den Ordensnamen Gregor an. Nach Studien (1978–1986) an der Philosophisch-Theologischen Hochschule Heiligenkreuz wurde er Magister der Theologie, am 1. August 1982 erhielt er in der Stiftskirche durch Bischof Maximilian Aichern von Linz die Priesterweihe. Von 1986 bis 1991 war er Prior im Zisterzienserstift Rein bei Graz, 1992 und 1993 Assistent des Generalabtes der Zisterzienser in Rom und von 1994 bis 1999 Nationaldirektor von Missio, den Päpstlichen Missionswerken in Österreich. Am 11. Februar 1999 wählte ihn der Konvent zum 67. Abt des Stiftes Heiligenkreuz. Als solcher war er ab 2007 Magnus Cancellarius (Großkanzler) der Philosophisch-Theologischen Hochschule Benedikt XVI. Seine Abtsbenediktion erfolgte am 14. März 1999 durch Generalabt Maurus Esteva Alsina. Von 2003 bis 2007 war er Abtpräses der Österreichischen Zisterzienserkongregation.
In Henckel-Donnersmarcks Amtszeit fiel der Besuch von Papst Benedikt XVI. am 9. September 2007 in Heiligenkreuz, der im Rahmen seines Staats- und Pilgerbesuchs in Österreich das Stift und die Hochschule beehrte. Zuvor hatte der Papst die Hochschule am 28. Jänner 2007 zur Hochschule päpstlichen Rechts erhoben und Henckel-Donnersmarck am 3. März 2007 unter Bezug auf dessen Amt als Großkanzler der Hochschule ad personam das Recht verliehen, einen violetten Pileolus zu tragen.
Im Februar 2011 legte er sein Amt als Abt in Heiligenkreuz zurück, da er altersbedingt keine komplette Periode mehr ausüben dürfte.
Medial vielbeachtet war sein Vortrag zum Thema Islam, Christentum und Relativismus auf der Fachtagung Das Unbehagen mit der Religion am 18. Juni 2011 im Islamischen Zentrum Wien, bei dem ihm Elsayed Elshahed von der Islamischen Glaubensgemeinschaft in Österreich antwortete: „Herr Abt, betrachten Sie dieses Haus als Ihr Haus!“ Es war das erste Mal, dass ein hoher kirchlicher Würdenträger einen Vortrag in der Wiener Moschee hielt.
Am 22. April 2021 gab das Stift Klosterneuburg bekannt, dass die Kongregation für die Institute geweihten Lebens und die Gesellschaften apostolischen Lebens auf Antrag des Päpstlichen Delegaten, Bischof Josef Clemens mit Dekret vom 19. April 2021 Gregor Henckel-Donnersmarck zu seinem Administrator ernannt habe. Unmittelbar vor dem Amtsantritt am 2. Mai 2021, mit dem er alle Funktionen des Stiftsdechanten übernommen hätte, zog Henckel-Donnersmarck seine Zusage jedoch aus gesundheitlichen Gründen zurück.

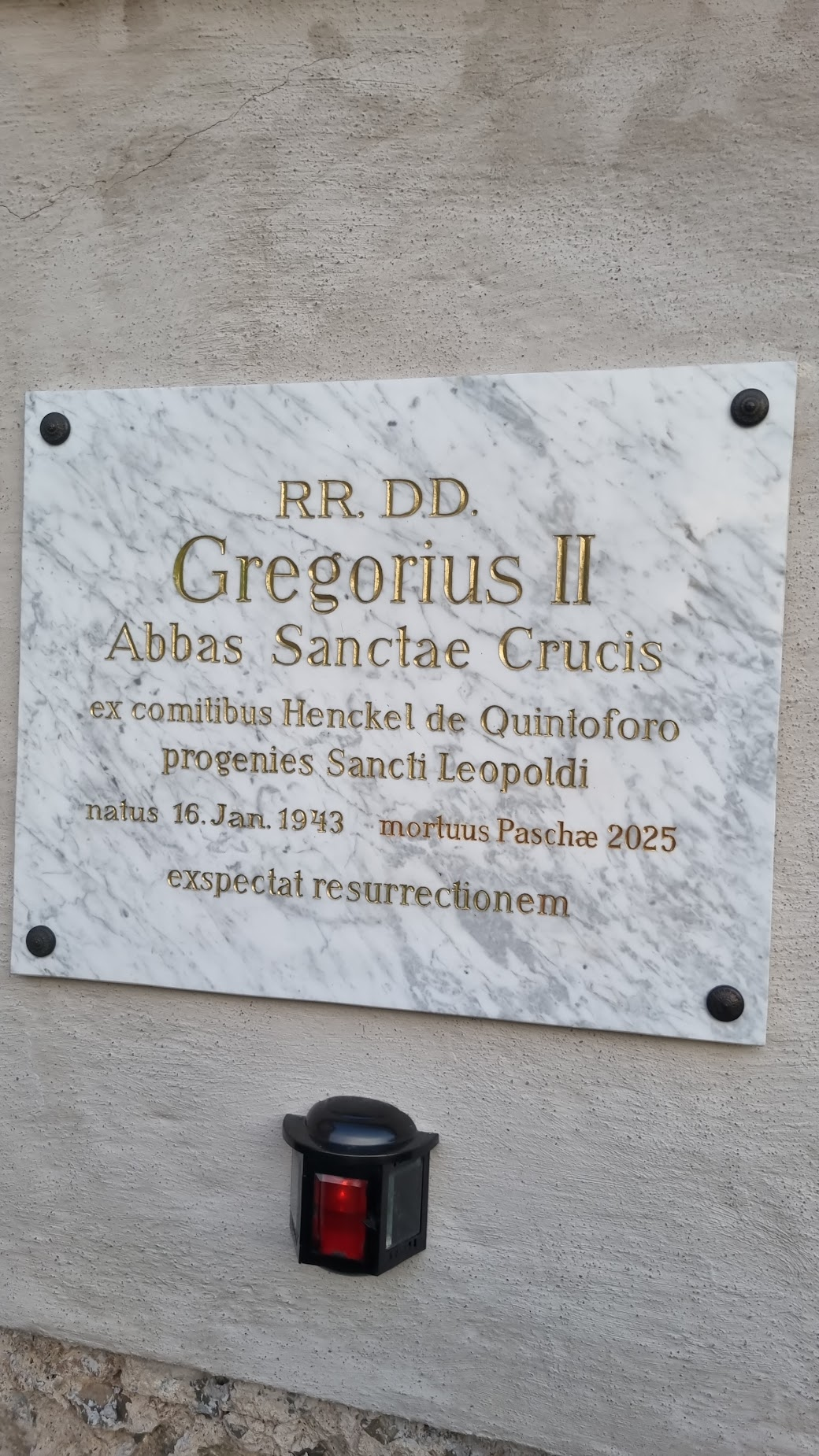
Grab Gregor Henckel-Donnersmarck

Am 20. April 2025 verstarb Henckel-Donnersmarck nach Angaben des Stiftes Heiligenkreuz an einer Krebserkrankung. Er wurde auf eigenen Wunsch auf dem Ortsfriedhof beigesetzt. Zu seiner Trauerfeier am 30. April 2025 reisten neben kirchlichen Würdenträgern wie Bischof Ägidius Zsifkovics, auch die Landeshauptfrau von Niederösterreich Johanna Mikl-Leitner und Karl Habsburg-Lothringen.

### Weitere Funktionen
- Aumônier-Vicaire des Ordens vom Goldenen Vlies[1]
- Ehren-Konventualkaplan im Souveränen Malteser-Ritter-Orden und Spiritual des Großpriorates von Österreich[1], Großkreuz ad honorem

## Auszeichnungen
- 2011: Goldenes Komturkreuz des Ehrenzeichens für Verdienste um das Bundesland Niederösterreich[22]
- 2011: Ehrenphilister der AV Suevia[3]
- 2015: Ehrenband der K. Ö. L. Josephina Wien

## Bücher
- Wandelnde Zebrastreifen. Anekdoten aus dem Klosterleben (Salzburg 2009, 2. Auflage 2010) ISBN 978-3-7017-3163-3.
- Ora @ labora. Über Gott und die Welt und das Paradies auf Erden (Salzburg 2010) ISBN 978-3-7017-3161-9.
- Über Gott und die Welt und das Paradies auf Erden. Ansichten eines Abtes (Freiburg im Breisgau 2012) ISBN 978-3-451-06350-3.
- Reich werden auf die gute Art. Vermögenstipps eines Geistlichen (Wien 2014) ISBN 978-3-99001-085-3.
- Der Spediteur Gottes – Ein Leben zwischen Welt und Kloster (Wien 2018) ISBN 978-3-8000-7706-9.